# رديت (كاهن مصري)
رديت (وأحيانًا يُطلق عليه رديف) كان مسؤولًا وكاهنًا بارزًا في أواخر العصر المصري القديم خلال الأسرة المصرية الثانية. كان يُعرف سابقًا باسم "حتب ديف". لا يُعرف الملك الذي شغل وظيفته في عهده.

## الأدلة

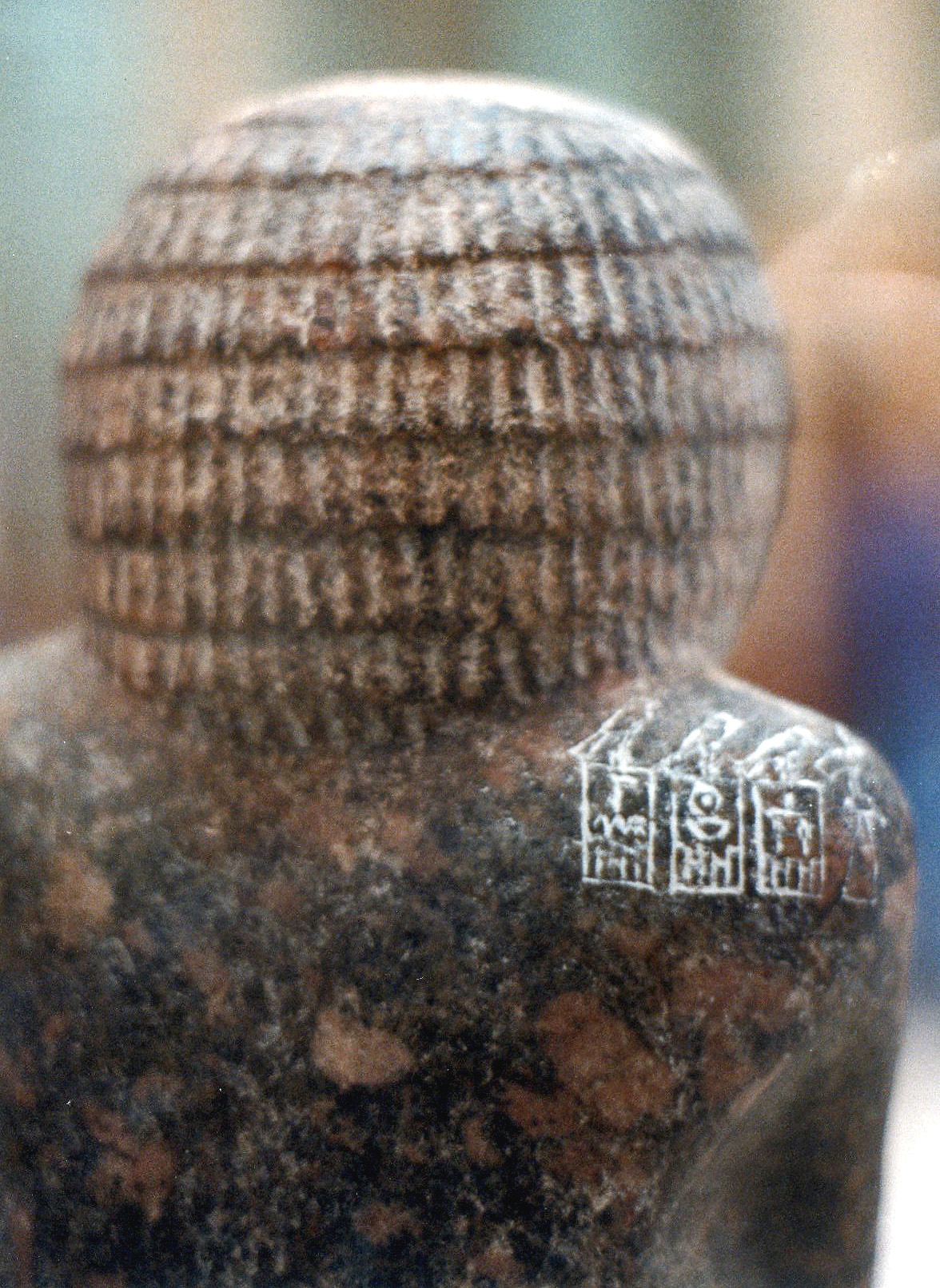
منظر خلفي لكتف التمثال يظهر أسماء حورس لثلاثة ملوك من الأسرة الثانية المصرية، حتب سخموي، نب رع وني نتر.

تم العثور على تمثال صغير مصنوع من الجرانيت المصقول يظهر رديت في وضعية الجثو ويرتدي باروكة دائرية. نُقشت على ظهر كتفه أسماء حورس لأول ثلاثة حكام من الأسرة الثانية: حتب سخموى، نب رع وني نتر. يليه تمثيل نادر للإله نتر أختي، الذي قد يكون الإله جبعوتي حسب ديتريش ويلدونغ. نقش على قاعدة التمثال أن رديت كان "النحات الأول" و"محبوب نتر أختي". خدم رديت في الطقوس الجنائزية لهؤلاء الحكام في منف. تم العثور على هذا الأثر الثمين في ميت رهينة.

## وصلات خارجية
- تمثال القاهرة CG1 نسخة محفوظة 14 أكتوبر 2008 على موقع واي باك مشين.